# 朗溪乡 (永顺县)
朗溪乡，是中华人民共和国湖南省湘西土家族苗族自治州永顺县下辖的一个乡镇级行政单位。

## 行政区划
朗溪乡下辖以下地区：
朗溪村、元宝村、王木村、楠木村、黄洞村和云彩盘村。